# Solwaster
Solwaster is een plaats in de gemeente Jalhay in de Belgische provincie Luik. Het dorpje ligt ongeveer vier kilometer ten zuiden van Jalhay in de nabijheid van de uitgestrekte bosgebieden van de Hoge Venen.
Het dorpje is gelegen rondom een klein plein waaraan de dorpskerk gelegen is.

## Dolmen van Solwaster
In het bos nabij het dorp ligt niet ver van het beekje de Statte de Dolmen van Solwaster. Deze pseudo-dolmen is een enorm blok kwartsiet die deels uitgegraven is.

## Rots van Bilisse
In het beekdal van de Statte ligt de Rots van Bilisse. Deze indrukwekkende rotspartij is ongeveer een half miljard jaar oud en heeft zich gevormd toen er tussen 280 en 400 miljoen jaar geleden het massief onder grote druk kwam te staan door jongere afzettingslagen. Dit had als gevolg dat het massief in verschillende periodes verticaal opgestuwd werd. De rotsen pieken tientallen meters omhoog in deze beekvallei.

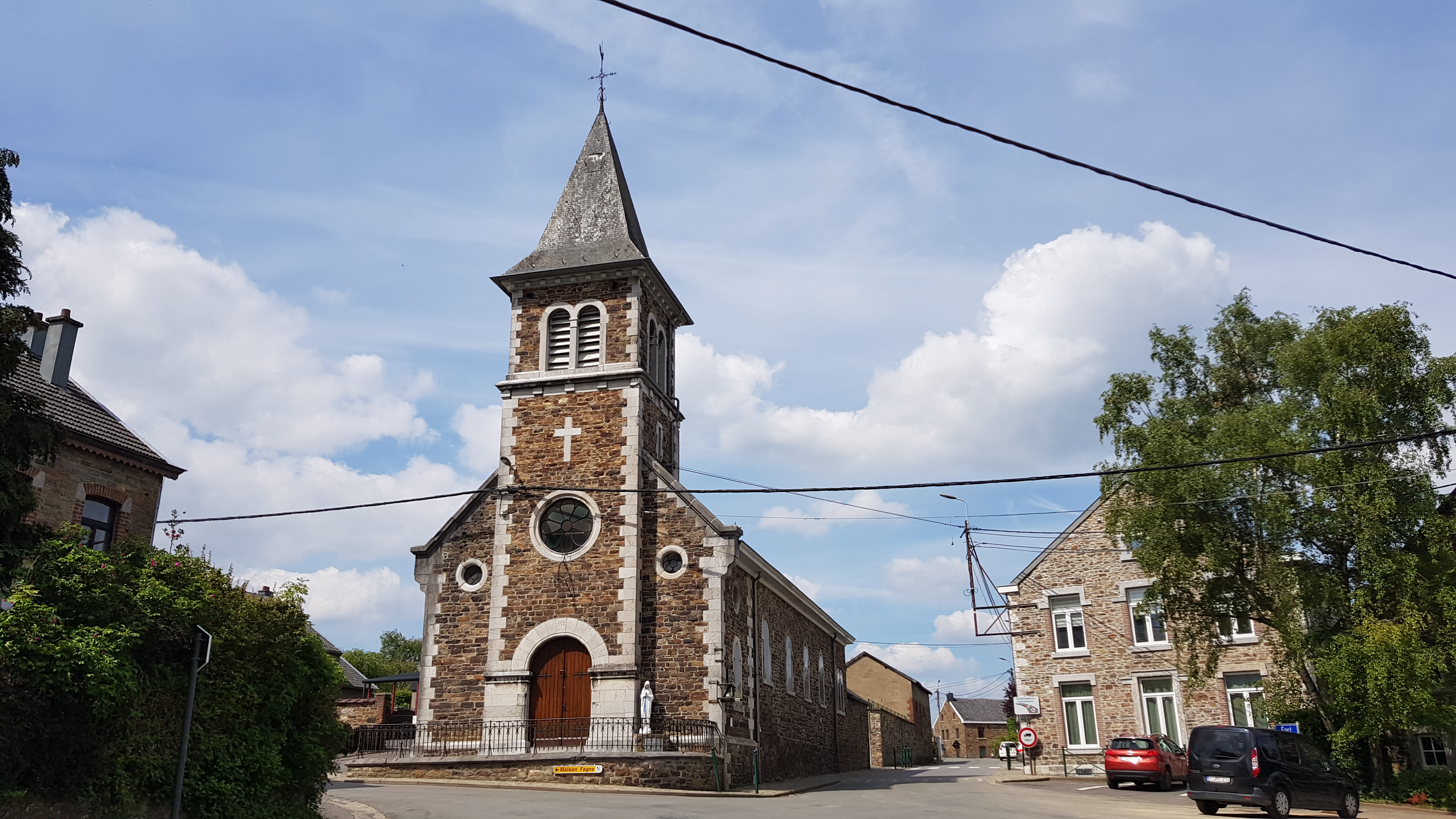
Kerk van Solwaster